# Беортвульф (король Мерсии)
Беортвульф (англ. Beorhtwulf, умер в 852) — король Мерсии (839/840—852), брат Виглафа.

## Биография
Беортвульф был крёстным отцом Вигстана. Он захотел женить своего сына на королеве-матери. Король воспротивился этому и был убит Беортвульфом, который захватил престол Мерсии. Полномочия Беортвульфа были подтверждены витенагемотом (советом старейшин) Мерсии. Он стал первым выборным королём Мерсии.
В его правление Мерсия неоднократно подвергалась нападениям викингов.